# Milena Pavlović-Barili
Pour les articles homonymes, voir Barili (homonymie).
Milena Pavlović-Barili (en serbe cyrillique : Милена Павловић-Барили ; née le 5 novembre 1909 à Požarevac et morte le 6 mars 1945 à New York) est une femme peintre et une poétesse serbe. Elle est née d’un père italien, Bruno Barilli, compositeur, et d’une mère serbe apparentée à la dynastie Karađorđević ayant étudié l’art. Son arrière-grand-père, Živko Pavlović, est probablement l’auteur des fresques dans plusieurs monastères et églises serbes.

## Biographie
Milena a étudié à l’école des beaux-arts de Belgrade (1922–1926) puis à Munich (1926–1928).
Au début des années 1930, elle quitte la Serbie, où elle ne retournera que pour de courts séjours jusqu’à ce qu’éclate la Seconde Guerre mondiale. Pendant ses voyages en Espagne, à Rome, Paris et Londres, elle rencontre notamment Jean Cocteau et André Breton. Elle est influencée par plusieurs écoles et artistes occidentaux, principalement Giorgio De Chirico. Après 1939, elle s’installe à New York, où elle travaille également comme illustratrice pour des magazines de mode, parmi lesquels Vogue et Harper's Bazaar. En 1945, à New York, elle meurt des suites d’un accident de cheval.

## Œuvre
Ses sujets vont des portraits aux interprétations d’histoires bibliques. Ses sujets incluent souvent des motifs oniriques, des anges, la déesse Vénus et des arlequins.

## Galerie photographique

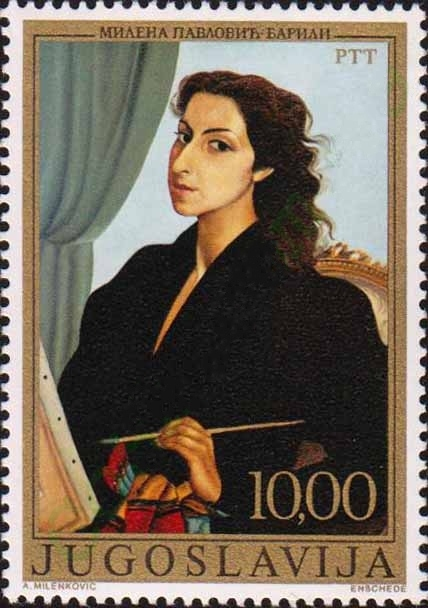
Autoportrait, 1938
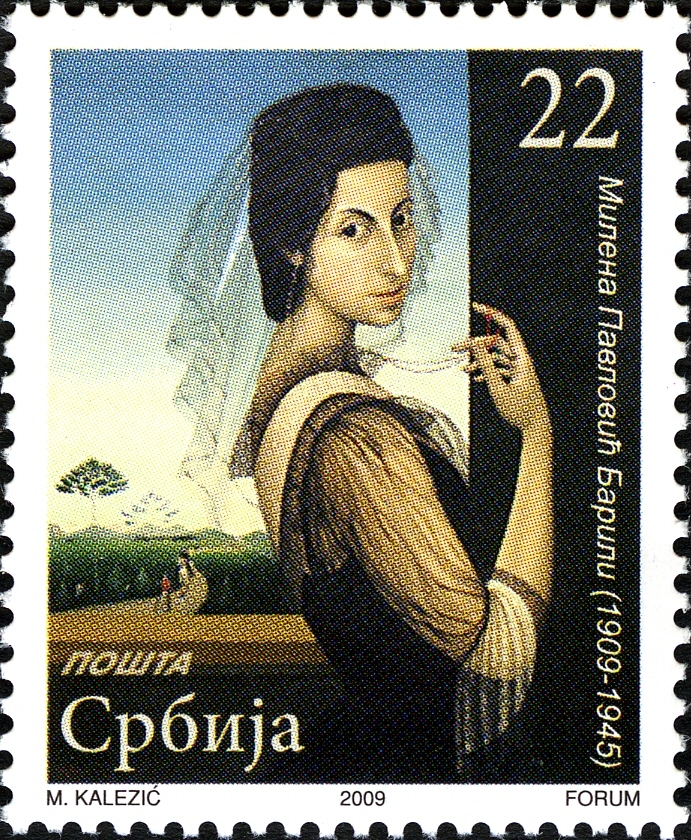
Autoportrait, 1939
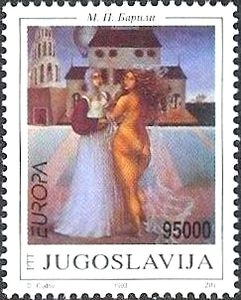
Act with mirror
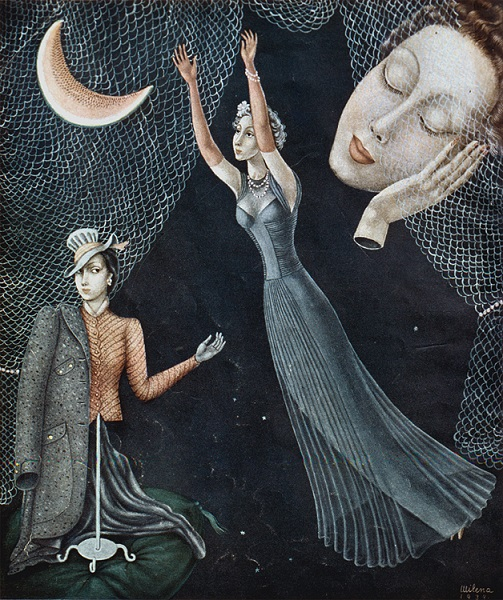
Hot Pink with Cool Grey, 1940
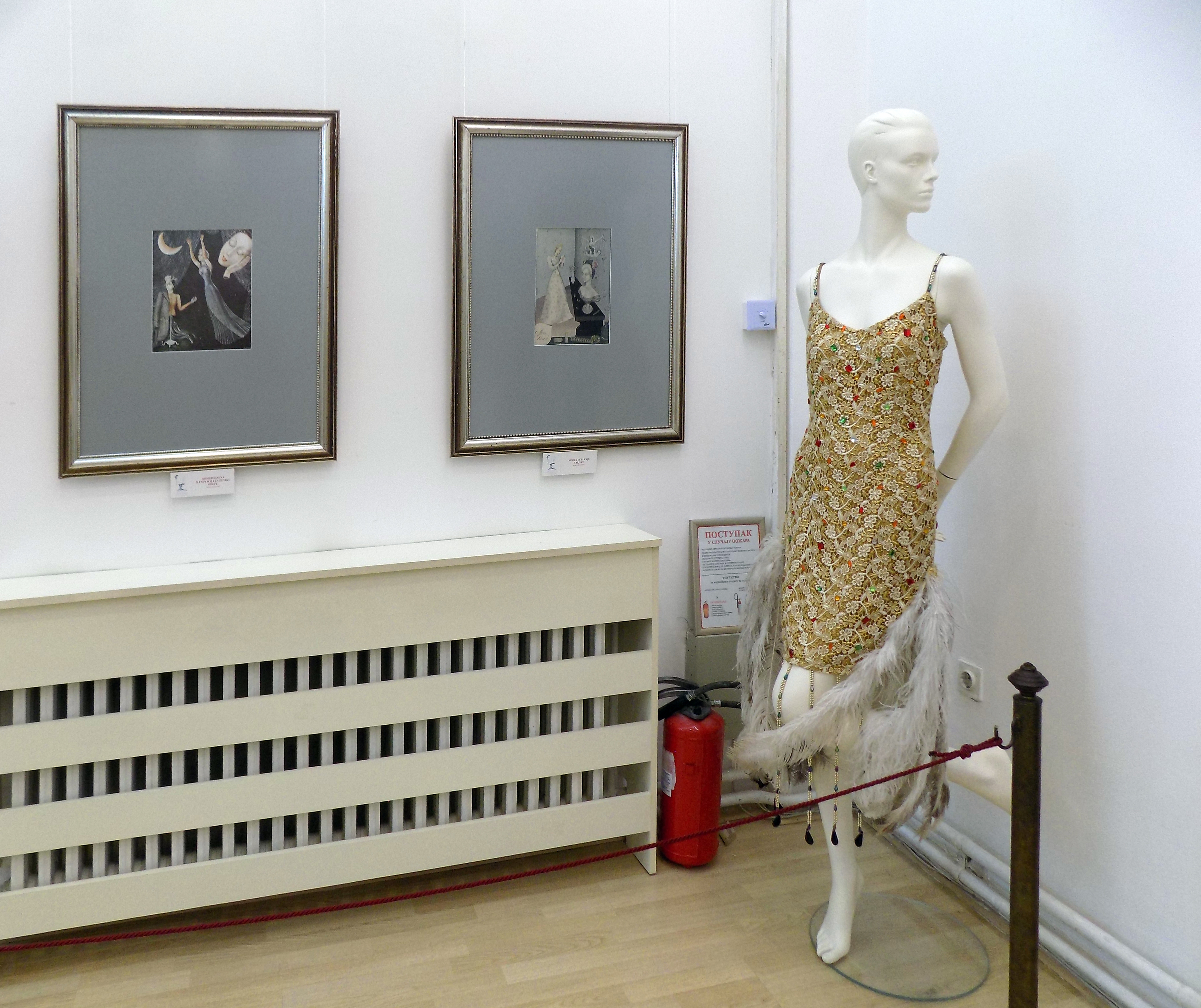
Les premières pages de Vogue et l'une des robes créées par Milena Pavlović-Barili
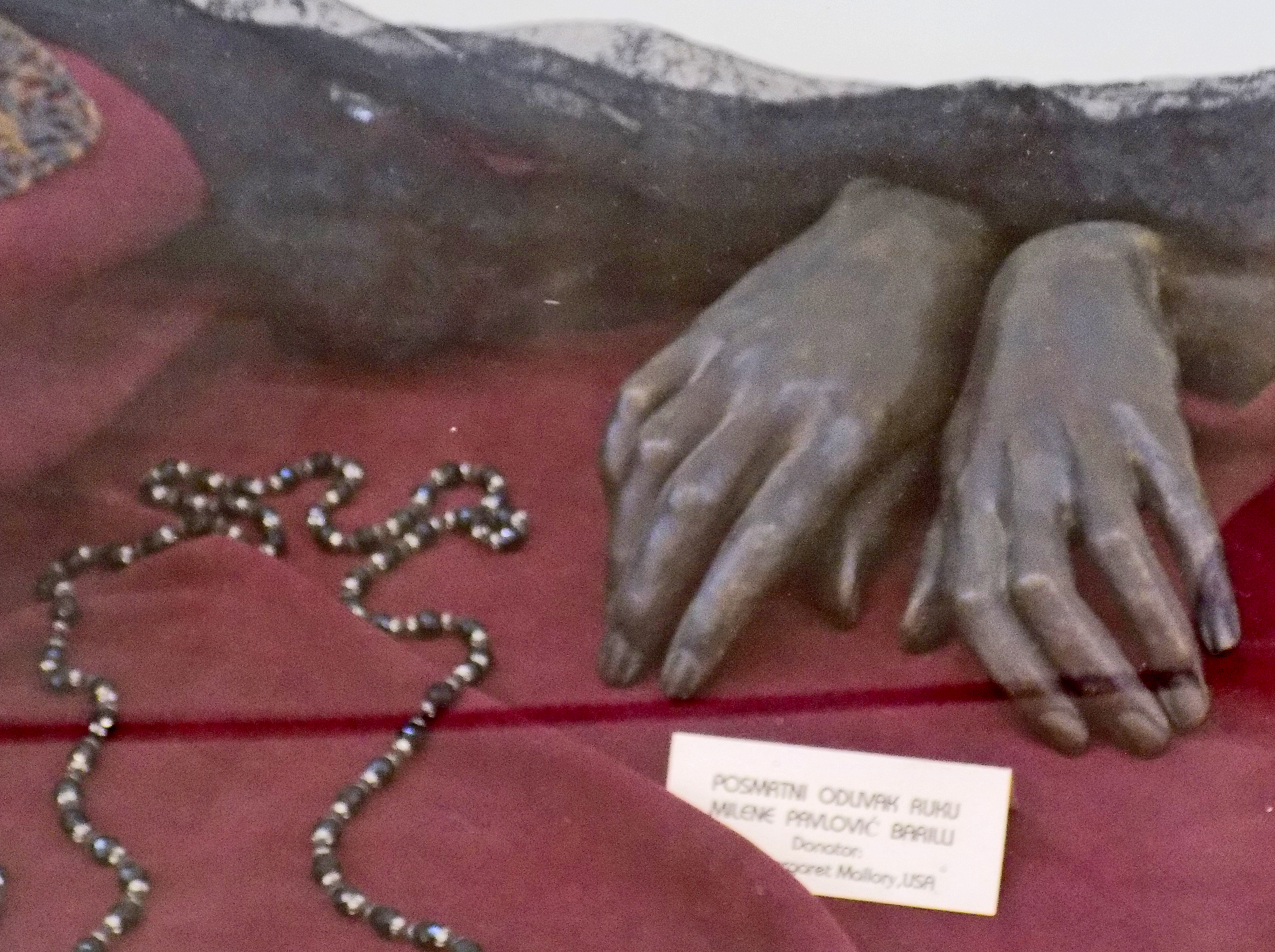
Casting posthume des mains de Milena Pavlović-Barili

## Source
- (en) Cet article est partiellement ou en totalité issu de l’article de Wikipédia en anglais intitulé « Milena Pavlović-Barili » (voir la liste des auteurs).